# Järnvägslinjen Nässjö–Vetlanda–Åseda
Järnvägslinjen Nässjö–Vetlanda–Åseda är en järnväg som ursprungligen gick mellan Nässjö och Åseda. Numera (2023) går den endast mellan Nässjö och Vetlanda. Den är enkelspårig och oelektrifierad.

## Historik

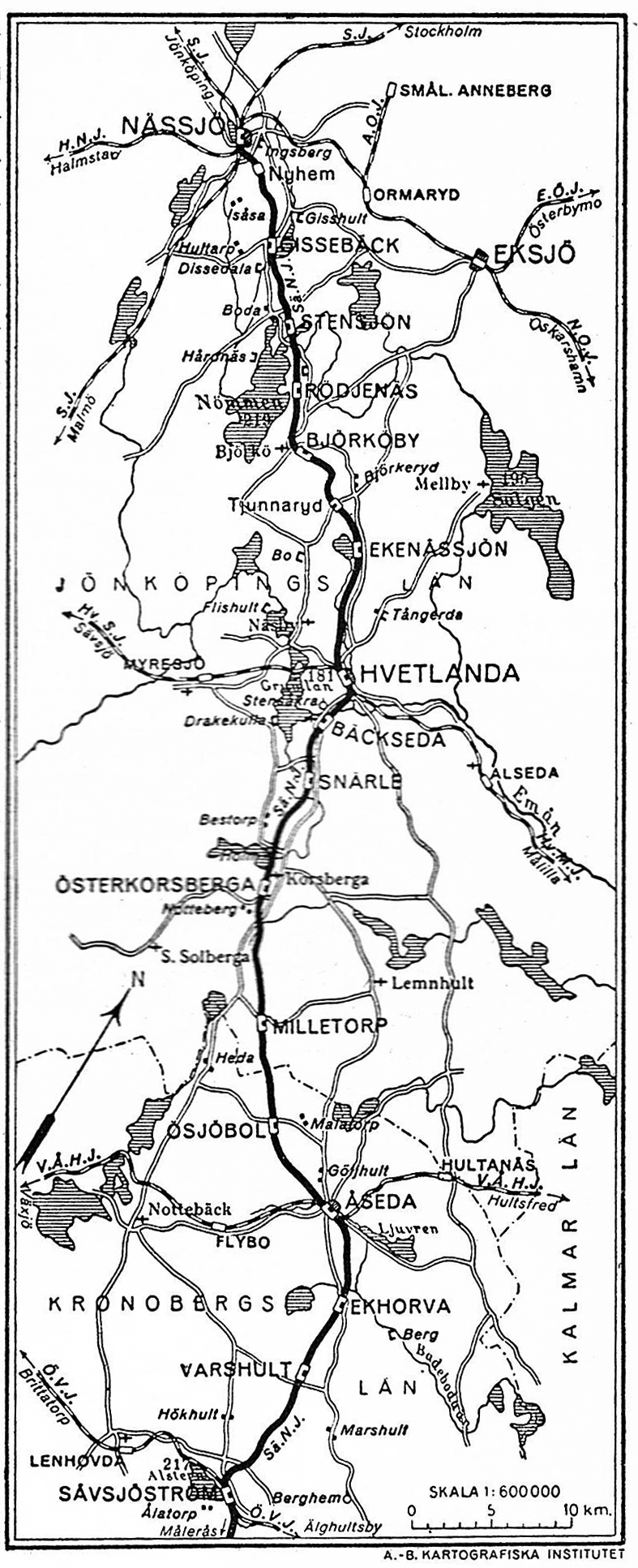
Sträckan Sävsjöström-Vetlanda-Nässjö. Karta 1926.

1876 öppnades Nybro-Sävsjöströms Järnväg för trafik. Från Sävsjöström nådde man då antingen Kalmar eller Karlskrona via den 43 kilometer långa järnvägen till Nybro. En stor del av trafiken var trävaror till hamnen i Kalmar. Bolaget köptes upp av Kalmar nya järnvägsaktiebolag (KJ) 1909 och trafikerades därefter under namnet Kalmar Järnväg.
Från Sävsjöström byggde man sedan den 95 km långa banan Sävsjöström–Nässjö Järnväg, som öppnades mellan Sävsjöström och Åseda 16 januari 1914 och mellan Åseda-Nässjö 12 december 1914. Denna bana trafikerades också av Kalmar järnväg under det nya samlingsnamnet Kalmar järnvägar. Dessa banor blev därefter en del av en 50 km genare sträckning norrut från Kalmar och Karlskrona.
Trafik bedrivs på sträckan mellan Nässjö och Vetlanda. Persontrafiken bedrivs av Jönköpings Länstrafik under varumärket Krösatågen med motorvagnar av typen Y31. Dessutom bedrev till och med januari 2023 Green Cargo godstrafik från Nässjö till Vetlanda och vidare in på Emådalsbanan med tåg dragna av diesellok typ T44.
Persontrafiken Åseda-Nybro lades ned 1985 och den sista godstrafiken lades ned 1986, varefter sträckan nedlades och revs upp ett par år senare. Godstrafiken Vetlanda–Åseda lades ned 1990, följt av persontrafiken 2002, och sedan hösten 2006 är sträckan stängd för trafik. På delar av sträckan är spåret upprivet. 11 december 2016 lades banan ned även formellt efter att ha saknat trafik i 10 år.